# Зенкович, Юрий Леонидович
Юрий Леонидович Зенкович (бел. Юрась (Юрый) Леанідавіч Зянковіч; род. 31 октября 1977, Минск) — белорусский оппозиционный политик, журналист и американский юрист. В 2003—2007 годах был депутатом Минского районного Совета депутатов.

## Биография
Родился 31 октября 1977 года в Минске. Жил в селе Ждановичи Минского района Минской области Белорусской ССР.
Учился в университетах Польши.
Окончил Украинскую академию банковского дела Национального банка Украины в Сумах, получив высшее юридическое образование.
С 1999 года — председатель Минского областного совета партии БНФ, член Сейма и Правления партии БНФ. В декабре 2000 г. возглавил исполнительный аппарат Ассамблеи демократических НПО. В апреле 2003 года он был избран депутатом Минского районного Совета депутатов и Ждановицкого сельского Совета депутатов. В 2004 году баллотировался в Палату представителей Национального собрания Республики Беларусь. Согласно официальным результатам, он получил 9,3 % голосов и не получил места в парламенте.
В 2007 году уехал в США. В 2011 году получил степень магистра американского права в Фордхэмском университете (Нью-Йорк). Жил и работал поверенным в штате Нью-Йорк с 2010 года.
30 сентября 2017 года национальный съезд партии БНФ выдвинул Юрия Зенковича и Алексея Янукевича партийными кандидатами на пост президента Беларуси.
Во время протестов против фальсификации президентских выборов в Беларуси в августе 2020 года приехал в Беларусь, где был задержан и приговорен к 10 суткам в Мяделе. Находясь под стражей, объявил голодовку.
12 апреля 2021 года был задержан КГБ Беларуси совместно с ФСБ России в Москве. Зенкович, Александр Федута и Григорий Костусёв были обвинены в попытке военного переворота. 5 сентября 2022 года Зенкович был приговорён к 11 годам колонии усиленного режима по «делу о попытке переворота». Белорусские правозащитные организации признали его политическим заключённым. В декабре 2022 года его судили по обвинению в оскорблении представителя власти, а августе 2024 года — по статье о злостном неповиновении администрации исправительного учреждения. Зенковичу по этим делам добавили полгода и два года лишения свободы, соответственно. В апреле 2025 года был освобождён и покинул Беларусь.